# Elk Peak (Idaho)
Elk Peak s nadmořskou výškou 3 225 metrů je osmým nejvyšším vrcholem pohoří Sawtooth v americkém státě Idaho. Vrchol se nachází v Sawtooth Wilderness v Sawtooth National Recreation Area v okresech Boise a Custer. Vrchol se nachází 4,63 km západo-severozápadně od Mount Cramer, Je to 240. nejvyšším vrcholem v Idahu a nachází se 0,8 km jihovýchodně od Reward Peak.